# New Lots Avenue (linea IRT New Lots)
New Lots Avenue è una stazione della metropolitana di New York, capolinea sud della linea IRT New Lots. Nel 2019 è stata utilizzata da 1 643 487 passeggeri. La stazione è servita principalmente dalla linea 3, tranne di notte quando è servita dalla linea 4. Durante le ore di punta fermano occasionalmente alcune corse delle linee 2, 4 e 5.

## Storia
La stazione e il resto della linea IRT New Lots furono realizzate come parte del contratto 3 dei Dual Contracts, stipulato nel 1913 tra la città di New York e l'Interborough Rapid Transit Company (IRT). I lavori di costruzione iniziarono nel 1917. Venne inaugurata il 16 ottobre 1922, sostituendo Pennsylvania Avenue come capolinea sud della linea.
Nel 1961 furono completati i lavori di estensione della banchina per permettere di accogliere treni con dieci carrozze e nel 1963 vennero avviati i lavori di ricostruzione della stazione. Tra dicembre 2014 e dicembre 2017 la stazione è stata sottoposta ad alcuni interventi di ristrutturazione. Come parte del piano di investimenti del 2020-2024 la Metropolitan Transportation Authority (MTA) progetta di rendere la stazione accessibile alle persone con disabilità motoria.

## Strutture e impianti
La stazione è posta su un viadotto al di sopra di Livonia Avenue, ha due binari e una banchina ad isola. Il mezzanino, posizionato sotto il piano binari, ospita le scale per accedere alle banchine, i tornelli e le due scale per il piano stradale che portano all'incrocio con Ashford Street, una all'angolo nord-ovest e una all'angolo sud-ovest.

## Interscambi
La stazione è servita da alcune autolinee gestite da NYCT Bus.
- Fermata autobus